# Duby u oborské hájovny
Duby u oborské hájovny jsou památné stromy u Obory severozápadně od Tachova. Trojice dubů letních (Quercus robur) roste u hájenky Obora v nadmořské výšce 570 m necelé 3 km jihozápadně od vsi. Obvody jejich kmenů měří 284, 347 a 358 cm, koruny shodně dosahují do výšky 17 m (měření 1986). Duby jsou chráněny od roku 1987 pro svůj vzrůst.